# Хрватска на Светском првенству у атлетици у дворани 2004.
Хрватска је седми пут учествовала на 10. Светском првенству у атлетици у дворани 2004. одржаном у Будимпештиу од 5. до 7. марта. Репрезентацију Хрватске представљало је троје атлетичара (2 мушкарца и 1 жена), који су се такмичили у три дисциплине.
На овом првенству Хрватска је освојила једну бронзаљну медаљу. Овим успехом Хрватска атлетска репрезентација је делила 27. место у укупном пласману освајача медаља. На табели успешности (према броју и пласману такмичара који су учествовали у финалним такмичењима (првих 8 такмичара)), делила је 37 место са 6 бодова.  По овом основу бодове су добили представници 47 земаља, од 139 земаља учесница. Није било нових националних и личних рекорда. 
| Плас. | Земља    | 1. место | 2. место | 3. место | 4. место | 5. место | 6. место | 7. место | 8. место | Бр. финал. | Бод. |
| ----- | -------- | -------- | -------- | -------- | -------- | -------- | -------- | -------- | -------- | ---------- | ---- |
| =37   | Хрватска | 0        | 0        | 1        | 0        | 0        | 0        | 0        | 0        | 1          | 6    |

## Учесници
| Мушкарци: - Дејан Војновић — 60 м - Синиша Ерготић — Скок удаљ | Жене: - Бланка Влашић — Скок увис |  |

## Освајачи медаља

### Бронза  (1)
1. Бланка Влашић — скок увис

## Резултати

### Мушкарци
| Атлетичар      | Дисциплина | Лични рекорд | Квалификација | Квалификација | Полуфинале | Полуфинале | Финале               | Финале       | Детаљи                                  |
| Атлетичар      | Дисциплина | Лични рекорд | Резултат      | Место         | Резултат   | Место      | Резултат             | Место        | Детаљи                                  |
| -------------- | ---------- | ------------ | ------------- | ------------- | ---------- | ---------- | -------------------- | ------------ | --------------------------------------- |
| Дејан Војновић | 60 м       | 6,63 НР      | 6,69          | 4. у гр. 8 кв | 6,78       | 8. у пф. 1 | Није се квалификовао | 22 / 58 (62) |                                         |
| Синиша Ерготић | скок удаљ  | 8,10 НР      | 7,45          | 11. у гр. А   |            |            | Није се квалификовао | 24 / 25 (26) | Архивирано на веб-сајту (20. март 2016) |

### Жене
| Атлетичарка   | Дисциплина | Лични рекорд | Квалификације | Квалификације | Финале   | Финале | Детаљи |
| Атлетичарка   | Дисциплина | Лични рекорд | Резултат      | Место         | Резултат | Место  | Детаљи |
| ------------- | ---------- | ------------ | ------------- | ------------- | -------- | ------ | ------ |
| Бланка Влашић | Скок увис  | 1,98         | 1,96          | =5. КВ        | 1,97     |        |        |